# 오이노오키미
오이노오키미(乎非王)는 고대 일본의 황족이다. 히코우시노오키미의 부친, 오진 천황은 오이노오키미의 증조부이다. 부친은 오호도노오키미.